# Russian Music Box
Russian Music Box, dawniej RU Box Music (do 31 sierpnia 2009) a następnie Music Box Ru – kanał muzyczny nadawany w języku rosyjskim, prezentujący głównie rosyjską muzykę pop. Telewizja została założona przez Valerię Sviridov w listopadzie 2004 roku. Przekaz do początku 2019 roku odbywał się przez satelitę Hot Bird jako kanał FTA. W Polsce kanał dostępny był na platformach cyfrowych Cyfrowy Polsat oraz nc+. 
Podział nadawania muzyki wynosi 70% rosyjskich i 30% zagranicznych klipów wideo. Kanał telewizyjny jest organizatorem nagrody Real Music Box Award, która odbywała się w latach 2013–2015 w Państwowym Pałacu Kremlowskim, a w latach 2016–2018 w Crocus City Hall.
Siedziba stacji znajduje się w Moskwie. Russian Music Box jest częścią Music Box Media (Russia), nadającej w Izraelu. 
Drugą stacją w portfolio Music Box Media jest Music Box Gold skupiający się na starszych przebojach.

## Historia

### 2004–2011
W styczniu 2004 roku holding Music Box podjął decyzję o otwarciu rosyjskiego kanału Music Box TV, który będzie emitował wyłącznie teledyski w języku rosyjskim. Oprócz klipów ramówkę wypełniają projekty rozrywkowe własnej produkcji: listy przebojów, wiadomości muzyczne, transmisje na żywo z udziałem znanych artystów popu, takich jak Nikołaj Baskow, LOBODA, Staś Michajłow, Lolita, Sergey Lazarev i inni.
Ważnym momentem otwarcia kanału w grudniu 2004 roku było to, że kanał od początku swojego istnienia nadawał na międzynarodowym satelicie Hot Bird. W ten sposób rosyjski Music Box stał się pierwszym muzycznym kanałem telewizyjnym nadającym za granicą dla rosyjskojęzycznej populacji krajów świata.
Jednym z najważniejszych projektów kanału był program „Раскрутка (Promocja)”, który pozwolił młodym twórcom zadeklarować się, pokazując swoją twórczość szerokiej publiczności. Poprzez głosowanie widzowie wybrali najlepszy film miesiąca, a zwycięzca otrzymał gorącą rotację na kanale telewizyjnym. W „Promocji” Music Boxa uczestnicy wykonawcy: Nyusha , IOWA , Pizza , Yegor Creed , Marie Kraimbreri i inni artyści, którzy startowali w tym projekcie.

### 2011–2019
W kwietniu 2011 roku Natalya Palinova została mianowana dyrektorem generalnym Russian Music Box. Od 2012 roku kanał z powodzeniem organizuje koncerty Music Box Party na całym świecie. Pierwszą imprezą zagraniczną był koncert w Chinach w Pekinie z udziałem duetu Potap i Nastya. Międzynarodowe imprezy Music Box odbywają się w Turcji, Wielkiej Brytanii, Hiszpanii, na Cyprze, w Chinach i Egipcie.
7 grudnia 2015 roku w Międzynarodowym Multimedialnym Centrum Prasowym Rossija Siegodnia odbyła się multimedialna konferencja prasowa na temat: „Przejście rosyjskiego kanału telewizyjnego Music Box na transmisję HD” z udziałem Evy Soiref, Prezes międzynarodowego holdingu Music Box Group, dyrektor generalny rosyjskiego holdingu Music Box Natalia Palinova, Honorowego Artysty Federacji Rosyjskiej Stasia Michajłowa, Dyrektor Generalną STV (OJSC Satellite Television) Julii Szachmanowej, piosenkarza i laureata nagrody Real Music Box Award Stasia Kostyushkina oraz reżysera i producent Siergieja Graya. Rosyjski Music Box stał się pierwszym muzycznym kanałem telewizyjnym, który zaczął nadawać w jakości HD.

### Od 2019
W lipcu 2019 roku kanał telewizyjny przeszedł zakrojoną na szeroką skalę aktualizację i rebranding. We wrześniu 2019 roku zarząd holdingu postanawia zmienić nazwę Russian Music Box na Music Box Russia oraz politykę programową wobec zagranicznych treści i światowych premier. Dzięki temu krokowi kanał wykazuje pozytywny trend w oglądalności telewizji i zwiększa średni miesięczny zasięg oglądalności.
Na początku 2022 roku kanał wrócił do starej nazwy i nadaje jako Russian Music Box.

## Dostępność
Kanał telewizyjny jest dostępny w pakietach większości federalnych sieci kablowych: Rostelecom, Tricolor, Beeline, Akado, Tele2, Megafon, OnLime, ER-Telecom. Ponadto Music Box Russia jest dostępny na satelicie Yamal-401 praktycznie w całej Rosji i krajach sąsiednich.
Russian Music Box nadaje również w Internecie na oficjalnej stronie kanału. Transmisję online kanału telewizyjnego zapewnia Yandex.

## Programy

### Magazyny
- Лучшее из нового (Najlepsze z nowych) - Premiery wideo oraz najgorętsze i najświeższe przeboje znanych artystów.
- Music Box News - ekskluzywne materiały z najważniejszych koncertów, festiwali i premier filmowych.
- 15! Реальный хит-парад (15! Lista Hitów) - lista przebojów najpopularniejszych teledysków tygodnia według telewidzów.
- Euro TOP 20 - 20 najpopularniejszych hitów w Europie.
- The Official Russian Top-40 - tworzona przez portal TopHit lista czterdziestu przebojów granych w stacjach radiowych na terenie Rosji.
- Yearchart - lista 10 przebojów wydanych od 2007 roku
- Гид по шику (Elegancki przewodnik) - program o modzie, stylu i trendach.
- Русские файлы (Rosyjskie pliki) - pół godziny z utworami jednego artysty.

### Bloki
- 100% hitów (100% hitów) - playlista najważniejszych klipów
- Крутой Хит (Fajny hity) - gorące hity od liderów światowych list przebojów.
- Лови ритм (Złap Rytm) - tonizujące hity dodające energii na cały dzień.
- Золотые киты (Złote Wieloryby) - głównie hity z lat 1990 - 2010.
- Пой со мной (Zaśpiewaj ze mną) - karaoke dla miłośników śpiewu.
- Наше всё (Nasze wszystko) - muzyka mająca znaczenie dla starszej publiczności.

## Real Music Box Award
Od 19 listopada 2013 r. przyznawana jest nagroda „Real Music Box Award”, zwycięzców wyłania się poprzez głosowanie widzów na stronie internetowej kanału.
Nagrodzie towarzyszy koncert z udziałem nominowanych artystów i gościnnych gwiazd. Każda nagroda odbywa się pod hasłem, które określa koncepcję całego widowiska.

## Polska wersja kanału
W grudniu 2020 roku ogłoszono powstanie polskiej wersji kanału pod nazwą Music Box Polska. Zastąpiła ona w sieciach kablowych Music Box Ukraine (dawniej Music Box UA) czyli ukraińską wersje stacji dystrybuowaną w Polsce od 2014 roku. Stacja miała ruszyć 20 grudnia ale ze względów technicznych termin rozpoczęcia nadawania został przełożony a nowe informacje niedługo przekaże w swoich social mediach. Do rozpoczęcia nadawania przez stację Music Box Polska doszło ostatecznie 22 stycznia 2021 roku o godzinie 12:00. Kanał nadawał bez reklam.
Prezenterami stacji „Music Box Polska” od początku jej istnienia byli Agata Nizińska i Tomasz Nakielski.
Stacja dostępna jest na platformach internetowych (typu WP Pilot) oraz w sieciach kablowych a od 17 sierpnia 2021 roku także jako kanał FTA (free-to-air) także na satelicie Hot Bird.